# Route européenne 675
Pour les articles homonymes, voir Route 675.
La route européenne 675 est une route reliant Agigea en Roumanie à Kardam (en) en Bulgarie.